# 아나폴리스 (2006년 영화)
아나폴리스(Annapolis)는 미국에서 제작된 저스틴 린 감독의 2006년 드라마, 멜로/로맨스 영화이다. 제임스 프랭코 등이 주연으로 출연하였고 다미엔 사카니 등이 제작에 참여하였다.

## 출연

### 주연
- 제임스 프랭코
- 타이레스 깁슨

### 조연
- 조다나 브류스터
- 도니 월버그
- 바이셀러스 레온 샤논
- 로저 팬
- 윌머 캘더론
- 맥케이브 버넷
- 짐 파랙
- 브라이언 굿맨
- 케이티 하인
- 치 맥브라이드
- 헤더 헨더슨
- 찰스 네이피어
- 스콧 D. 카슨
- 자체리 타이 브라이언
- 막카 폴리
- 라우로 차트랜드
- 헨리 제이더런드

## 제작진
- 공동제작: 김 힌더러
- 미술: 패티 포데스타
- 의상: 글로리아 그레셤
- 배역: 게일 골드버그
- 배역: 마이크 레몬
- 배역: 도나 모론그
- 배역: 마시아 로스